# خليفة (مجتمع)
خليفة هم مجتمع مسلم من ولاية كجرات في الهند والسند في باكستان. عادًة ما تكون مهنهم التقليدية الغناء الشعبي أو عزف الموسيقى. معظم الخليفيون هم من المسلمين السنة. وهم يشكلون إحدى المجموعات الفرعية لمسلمي كجرات.
هناك مجموعات مهاجرة في جنوب أفريقيا والمملكة المتحدة وعدد أقل في موزمبيق وشرق إفريقيا.